# كيري هيل
كيري هيل (بالإنجليزية: Kerry Hill)‏‏ (1943 - 26 أغسطس 2018) هوَ مهندس أسترالي مُتخصص في تصميم الفنادق في آسيا الاستوائية.

## روابط خارجية
- الموقع الرسمي